# Macellicephala grimaldi
Macellicephala grimaldi är en ringmaskart som beskrevs av Fauvel 1913. Macellicephala grimaldi ingår i släktet Macellicephala och familjen Polynoidae. Inga underarter finns listade i Catalogue of Life.